# Lema Mabidi
Lema Mabidi (sinh ngày 11 tháng 6 năm 1993) là một cầu thủ bóng đá người CHDC Congo thi đấu ở vị trí tiền vệ cho Raja Club Casablanca.

## Danh hiệu
- AS Vita Club: Á quân CAF Champions League 2014
- Raja Casablanca: Vô địch Moroccan Throne Cup năm 2017